# Saint-Nazaire
Saint-Nazaire este un oraș în Franța, sub-prefectură a departamentului Loire-Atlantique din regiunea Pays de la Loire.
Municipalitatea din Saint-Nazaire este situata pe malul drept al estuarului Loire (inclusiv pe teritoriul său de vârf Chemoulin care marchează sfârșitul estuarului), la 50 km vest de Nantes . Este aproape de mlaștinile Briere, parc regional important, constând din plante și a multor specii de animale,a doua zonă umedă ca mărime din Franța după Camargue.
Comunitățile din jur sunt în direcția sensului acelor de ceasornic Pornichet sensul, spre vest, La Baule nord-vest, Saint-André-des-Eaux, Saint-Joachim, Saint-Malo-de-Guersac, Montoir-de-Bretagne, Trignac și la sud de estuar, Saint-BREVIN-les-Pins. Municipalitatea din Pornichet a fost fondată în 1900 prin dezmembrarea de Saint-Nazaire și Escoublac.
În conformitate cu clasificarea stabilită de INSEE în 1999, Saint-Nazaire este municipiul central al unei unități urbane (de obicei: aglomerare), care avea 153 596 de locuitori în 2010, implicând zece municipii, situat pe malul drept al estuarului Loire și extinderea oceanică a acesteia de la Donges la Croisic. Această unitate este hub-ul urban din zona urbană a Saint-Nazaire (23 municipii), cu 196.596 de locuitori în 2010 și care se extinde până la Briere și aproape toată peninsula Guerande. Mediul urban de Saint-Nazaire face parte din zona urbană a Nantes-Saint-Nazaire.